# The Rock Bottom Remainders
The Rock Bottom Remainders är ett rock'n'roll-band bestående av kända författare, dock med något bristande musikaliska förmågor. 
"Rock Bottom Remainder" är ett uttryck för en bok som säljer riktigt dåligt.

## Medlemmar
- Dave Barry
- Ridley Pearson
- Stephen King
- Scott Turow
- Amy Tan
- Joel Selvin
- James McBride
- Mitch Albom
- Roy Blount Jr.
- Barbara Kingsolver
- Robert Fulghum
- Matt Groening
- Kathi Kamen Goldmark
- Tad Bartimus
- Greg Iles